# Felipe Pigna
Felipe Pigna (Mercedes, province de Buenos Aires, 1959) est un historien et écrivain argentin.
Dans ses ouvrages, qui ont  souvent pour sujet l’histoire de l’Argentine, Felipe Pigna opte pour la vulgarisation scientifique. N’hésitant pas à intervenir souvent dans les grands médias de son pays, il s’est acquis une grande popularité, au point d’être souvent comparé à Félix Luna.

## Biographie
Diplômé de l’Institut national Dr Joaquín V. González (école normale sise à Buenos Aires), puis enseignant en histoire, Felipe Pigna dirigea le projet Ver la Historia (litt. Voir l’histoire) de l’université de Buenos Aires, lequel projet traitait, en treize chapitres, de la période de l’histoire de l’Argentine allant de 1776 à 2001. Il est le directeur du Centre de diffusion de l’histoire argentine de l’université nationale de General San Martín, dans la banlieue portègne. Il a d’autre part enseigné à l’école supérieure de commerce Carlos Pellegrini, école secondaire d’élite dépendant directement de l’université de Buenos Aires.
À côté de son activité d’enseignant, il intervient largement dans la grande presse, tant écrite qu’audiovisuelle. Il apparaît comme chroniqueur dans des émissions de radio et publie des contributions dans des journaux et magazines tels que Noticias et Veintitrés, ainsi que dans la revue d’histoire fondée par Félix Luna, Todo es Historia. Il tient une chronique à la station de radio Rock & Pop, et c’est à ce titre qu’il se vit décerner en 2006 et 2007 le prix Eter récompensant le « meilleur spécialiste thématique ».
Il fut directeur de l’émission de radio Historias de nuestra historia, sur la radio publique argentine LRA Radio Nacional. Il dirigea l’émission Lo pasado pensado (litt. le passé pensé) sur la radio Rock & Pop ― titre d’ailleurs partagé par une émission de télévision consacrée à des documentaires historiques diffusée par la chaîne Canal 7 de Buenos Aires. Toujours sur Canal 7, il anima El espejo retrovisor (espejo = miroir), émission consistant en entretiens et documentaires, toujours en relation avec l’histoire de l’Argentine. Il conçut, conjointement avec l’équipe d’Alejandro Turner, le cycle télévisuel Algo habrán hecho por la historia argentina, qu’il anima d’abord aux côtés de Mario Pergolini, lors des deux premières saisons de l’émission, puis en compagnie de Juan Di Natale, lors de la troisième. Ladite émission fut diffusée par Canal 13 de Buenos Aires et par la très populaire station (privée) Telefe, et décrocha en 2006 et 2007 le prix Martín Fierro de la « meilleure émission culturelle », ainsi que le prix Clarín 2006 de la « meilleure émission de journalisme ». En 2009, pour le compte de la maison d’édition barcelonaise Editorial Planeta, il édita en DVD la collection d’éphémérides argentines Historias de nuestra historia, relatant et éclairant l'histoire des différentes dates patriotiques du calendrier scolaire.
Il est l’auteur de plusieurs publications, dont : El mundo contemporáneo (1999), La Argentina contemporánea (2000), Pasado en presente (2001), Historia confidencial (2003), Los mitos de la historia argentina (2004, qui figura pendant deux ans dans la liste des meilleures ventes de livres en Argentine), Los mitos de la historia argentina 2 (2005), Lo pasado pensado (2006), Los mitos de la historia argentina 3 (2006), Evita (2007), et Los mitos de la historia argentina 4 (2008), entre autres ouvrages.
Il est le scénariste d’une série de livres de bande dessinée liée à des thèmes historiques argentins, conçus pour atteindre un public d’enfants et d’adolescents, traitant de sujets tels que les offensives anglaises, la révolution de Mai, et incluant des monographies sur Domingo Faustino Sarmiento, Martín Miguel de Güemes, José de San Martín, Manuel Belgrano et Hippolyte Bouchard.
Il est également directeur de la collection Biblioteca Emecé Bicentenario, qui s’attache à mettre en accessibilité les écrits historiques laissés par des personnages de l’envergure de Manuel Belgrano ou Mariano Moreno, parmi d’autres. Il dirige la revue Caras y Caretas, le site internet www.elhistoriador.com.ar, et intervient comme conseiller pour l’Amérique latine de la chaîne History (anciennement The History Channel) ; en 2010, pour cette même chaîne, il réalisa et anima la série Unidos por la historia.

## Vision et pratique historiographiques
Felipe Pigna caractérise son travail d’historien comme tendant à la vulgarisation et la « démythification ». Il estime qu’en tant qu’historien, il se doit d’apporter quelque chose de neuf dans le débat historique, et qu’il y a lieu de recourir à tous les moyens de communication disponibles pour diffuser les connaissances en histoire. De fait, les ouvrages de Felipe Pigna ne sont pas destinés à une audience d’érudits, mais, expressément, au public le plus large. À cet effet, il use d’un langage simple, voire familier, et n’hésite pas à insérer çà et là des traits d’humour et des adresses au lecteur. Il s’efforce de relier l’Argentine historique avec l’Argentine moderne, dressant des parallélismes entre événements et circonstances passés et présents. Si cependant, selon lui, les faits ne se répètent pas à l’identique, attendu que le contexte change, il y a de bonnes chances néanmoins que les conséquences en soient largement les mêmes, comme p.ex. les écarts de richesse trop importants, susceptibles de conduire à des gouvernements autoritaires. Ses ouvrages présentent en général l’histoire comme un antagonisme entre peuple et classes dirigeantes, où ces dernières, aujourd’hui aussi bien qu’hier, tendent à opprimer la population, mais aussi où le peuple réussit à remporter quelques victoires, encore que souvent de courte durée.
Les historiens Tulio Halperín Donghi et Luis Alberto Romero ont exprimé de vives critiques envers les pratiques de Pigna, voire rechignent à considérer ses livres comme de véritables ouvrages d’histoire, nonobstant que Pigna soit un historien professionnel. Ils dénoncent son peu de rigueur historiographique, sa faible culture générale et ses médiocres qualités d’écriture, et remarquent que les passages qui s’y trouvent cités le sont souvent erronément ou isolés de leur contexte. Pigna rétorque que les ouvrages historiques publiés hors d’Argentine acceptent et accréditent les points de vue subjectifs, que son propos est de rendre l’histoire de l'Argentine intelligible par tous, et que toute approche contraire relève d’une vision de l’historiographie élitiste et déconnectée.

## Publications
- El mundo contemporáneo (1999,  (ISBN 950-534-616-6))
- La Argentina contemporánea (2000,  (ISBN 950-534-651-4))
- Pasado en presente (2001)
- Historia confidencial (2003,  (ISBN 950-49-0991-4))
- Los mitos de la historia argentina (2004,  (ISBN 9789875451490))
- Los mitos de la historia argentina 2 (2005,  (ISBN 950-49-1342-3))
- Lo pasado pensado (2005,  (ISBN 950-49-1432-2))
- Algo habrán hecho por la Historia argentina (2006)
- Los mitos de la historia argentina 3 (2006,  (ISBN 950-49-1544-2))
- Evita (2007,  (ISBN 950-49-1798-4))
- Los mitos de la historia argentina 4 (2008,  (ISBN 9504925707))
- Los mitos de la historia argentina 1 (Edición definitiva corregida y aumentada) (2009,  (ISBN 9504925677))
- 1810 (2010,  (ISBN 9504925731))
- Libertadores de América (2010,  (ISBN 9504925723))
- Mujeres tenían que ser (2011,  (ISBN 978-950-49-2755-6))
- Evita, jirones de su vida (2012,  (ISBN 978-950-49-2879-9))
- Al Gran Pueblo Argentino, Salud (2014)
- La voz del gran jefe - José de San Martín (2014)
- Manuel Belgrano. El hombre del Bicentenario (2016)
- Mariano Moreno: La vida por la patria (2017)
- Mujeres insolentes de la historia (2019)  (ISBN 978-950-04-4016-5)
- Gardel (2020)  (ISBN 978-950-49-7037-8)
- Calles (2022)  (ISBN 978-950-49-7314-0)
- Los granaderos de San Martin (2022)  (ISBN 978-987-8916-21-7)
- Los Güemes y la Guerra de los Infernales (2023)

## Récompenses
- Prix Martín Fierro 2006 de la meilleure émission culturelle (pour Algo habrán hecho por la historia argentina sur Canal 13)[8].
- Prix ETER a la Actividad Radiofónica 2006 du meilleur spécialiste thématique (pour Cúal es? sur FM Rock & Pop).
- Prix Clarín 2006 de la meilleure émission de journalisme (pour Algo habrán hecho por la historia argentina sur Canal 13).
- Prix ETER a la Actividad Radiofónica 2007 du meilleur spécialiste thématique (pour Cúal es? sur FM Rock & Pop).
- Prix Martín Fierro 2007 de la meilleure émission culturelle (pour Algo habrán hecho por la historia argentina II - TELEFE).
- Prix ETER a la Actividad Radiofónica 2008 du meilleur spécialiste thématique (pour Cúal es? - FM Rock & Pop).
- Prix ETER a la Actividad Radiofónica 2008 de la meilleure émission culturelle (pour Lo pasado, pensado - FM Rock & Pop).
- Prix Clarín 2009 de la meilleure émission de journalisme (pour Algo habrán hecho por la historia argentina III - TELEFE).
- Prix Mate.ar 2010 du meilleur site internet d’Argentine dans la catégorie "Art et culture" (www.elhistoriador.com.ar).
- Prix Manuel Alvar de Estudios Humanísticos 2010 pour Miranda, Belgrano, San Martín, Bolívar, O’Higgins. Vida y obra de los revolucionarios que pasaron por España[9].
- Prix Martín Fierro de cable 2011 de la meilleure émission documentirel (pour Unidos por la Historia Felipe Pigna, Pedro Palou sur The History Channel).